# هاجاز أكرم
هاجاز أكرم، ممثل بريطاني، المؤسس الرئيسي لأكاديمية الفنون المسرحية الآسيوية العرقية. تدرب وعمل كممثل ومعلم ومخرج لمدة 20 عاماً.
ظهر أكرم في عدة مسلسلات درامية تلفزيونية منها جيش الأشباح، جريمة قتل في العقل ومسلسل. كما قام بالأداء الصوتي لشخصية دي جيه بانجيت غافاسكار (راديو ديل موندو) في سرقة السيارات الكبرى.
شارك في التمثيل في فيلمي لارا كروفت تومب رايدر:مهد الحياة وبداية باتمان.

## روابط خارجية
- هاجاز أكرم على موقع IMDb (الإنجليزية)
- هاجاز أكرم على موقع قاعدة بيانات الفيلم (الإنجليزية)
- http://www.aaeda.org.uk